# Amerikai rókakopó
Az amerikai rókakopó (American Foxhound) egy amerikai rókavadász kutya. Éneklő hangja számos könnyűzenei felvételen szerepel.

## Története
Kialakulása az 1700-as évekre tehető. A fajta egy Robert Brooke nevű úr által, az 1650-es években az Egyesült Államokban importált angol rókakopókból származik. Ezek utódait egy évszázaddal később francia kopókkal keresztezték, amelyeket Lafayette tábornok ajándékozott George Washingtonnak. 

## Külleme
Magassága 53-64 centiméter, tömege 30-34 kilogramm. Hosszú léptű, angol rokonánál vékonyabb csontozatú, kisebb tömegű, kiváló szaglású állat. Kemény szálú, rövid szőrzete szorosan testéhez simul. Több színváltozatban tenyésztik, de a kiállításokon a háromszínű példányok a leggyakoribbak. 

## Jelleme
Természete mozgékony és barátságos. 

## Képgaléria

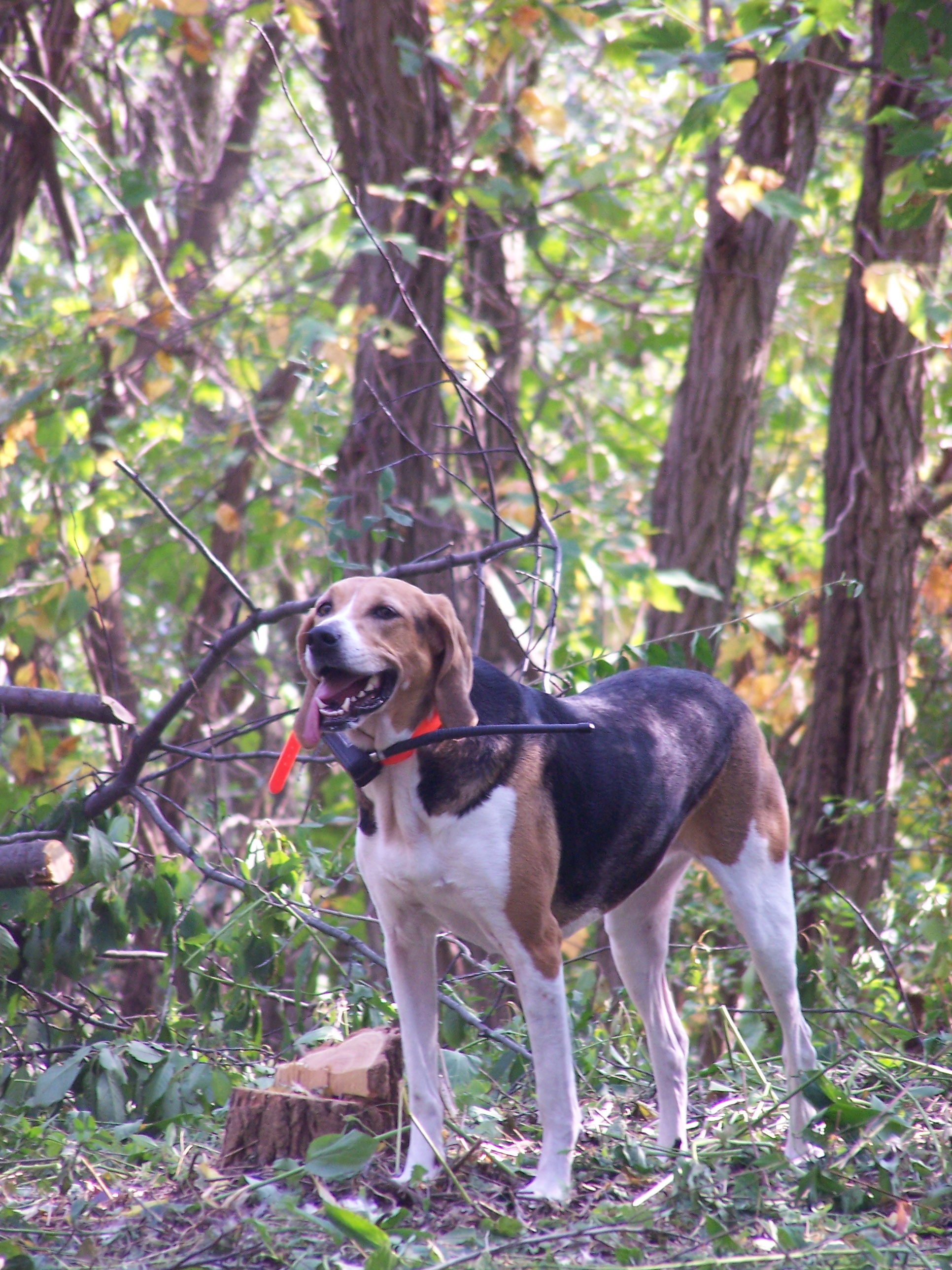
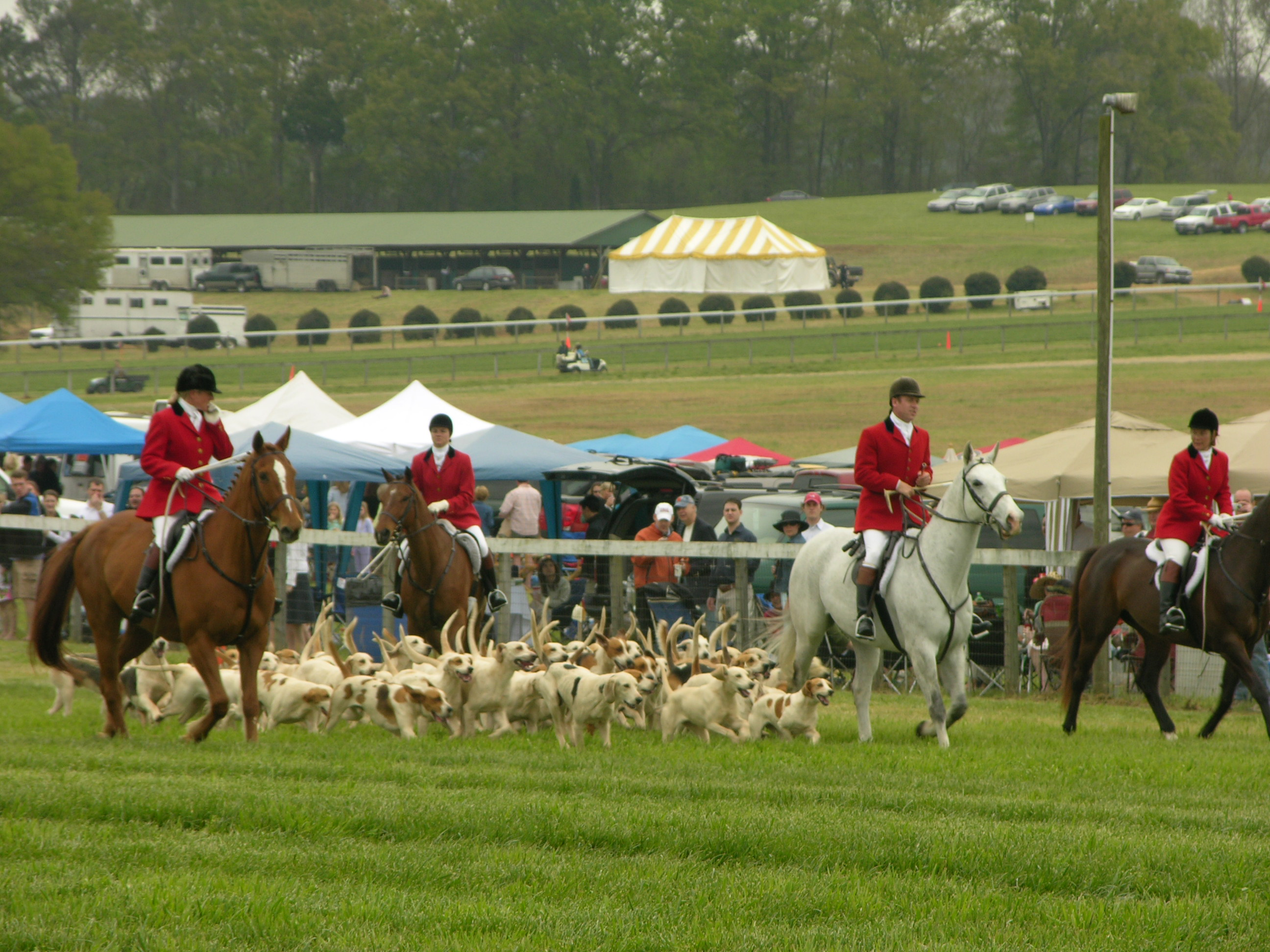
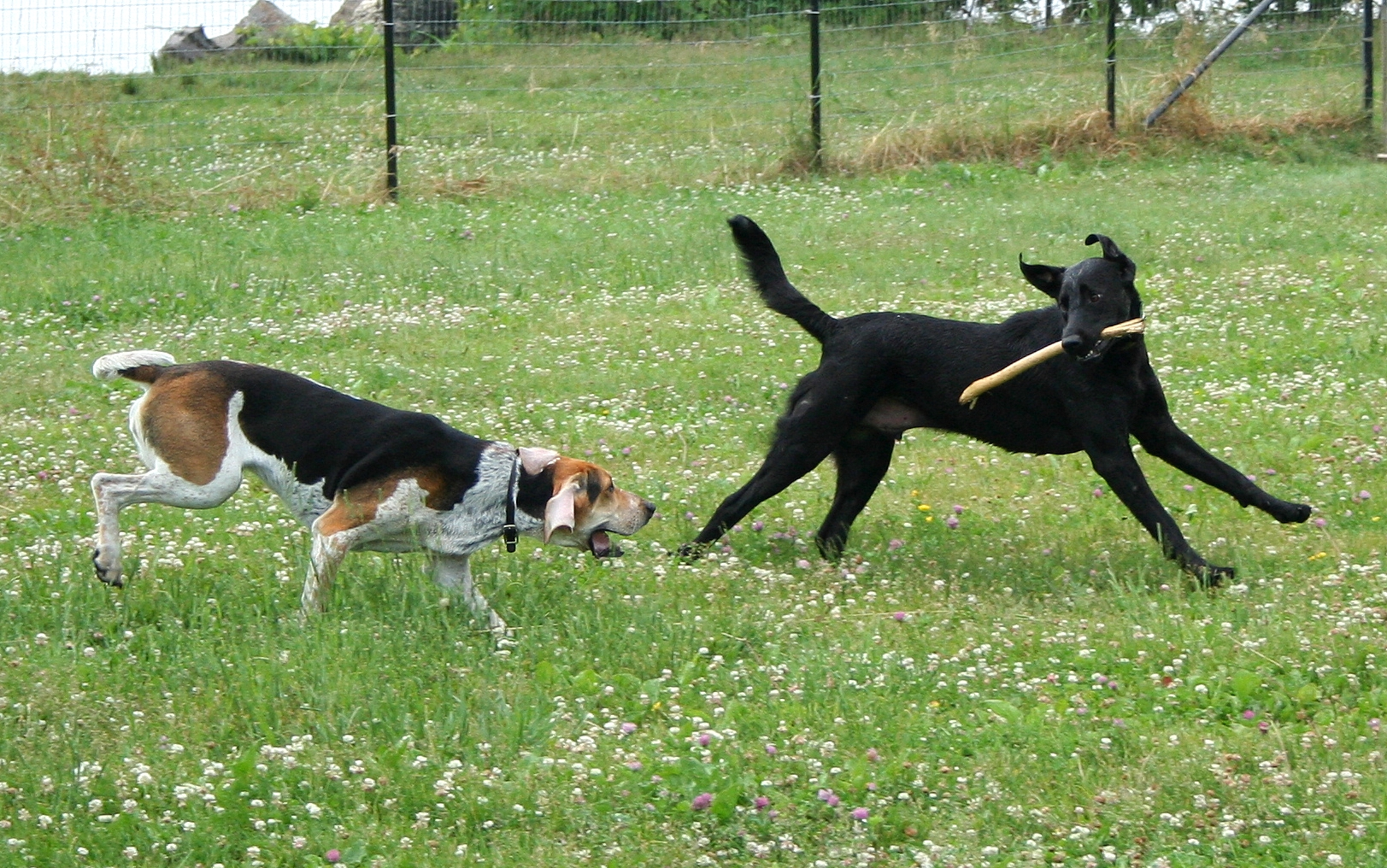